# Fosfato d'argento
Il fosfato d'argento è un composto ionico inorganico a base di cationi argento ed anioni fosfato. Si presenta come un solido inodore, di colore giallastro, che imbrunisce a contatto con l'aria. È praticamente insolubile in acqua ma può essere portato in soluzione se ripreso con acido nitrico concentrato o diluito a caldo.

## Sintesi
Il fosfato d'argento viene in genere sintetizzato in ambiente acquoso facendo reagire un sale di argento solubile (tendenzialmente il nitrato d'argento) con un sale che liberi ioni fosfato in soluzione. 
3AgNO3 + PO43− → Ag3PO4↓ + 3NO3−
È possibile ottenere il fosfato d'argento anche facendo reagire AgNO3 con acido fosforico, portando la soluzione a pH neutro con ammoniaca affinché si formi il precipitato:
AgNO3 + H3PO4 → Ag3PO4 + NH3 → Ag3PO4↓
La  sintesi e la conseguente formazione del caratteristico precipitato giallo sono reazioni che vengono impiegate in chimica analitica per le ricerche ad umido dello ione argento e dello ione fosfato.

## Impieghi
È stato osservato che alcuni complessi polimerici contenenti nanoparticelle di fosfato d'argento hanno attività antimicrobica nei confronti di Staphylococcus aureus; ciò rende tali polimeri materiali ideali da poter utilizzare negli innesti vascolari.
Il fosfato d'argento trova inoltre impiego nella fabbricazione di materiale fotografico.